# チョルノービリ
- チェルノブイリ
- チェルノブィリ
- チョルノブィリ
- チョルノーブィリ

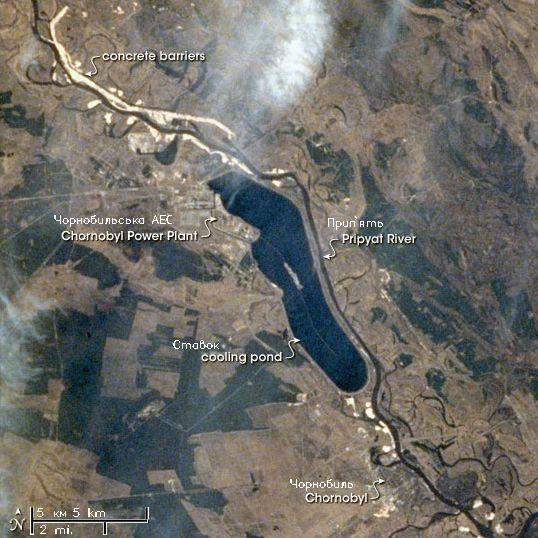
ミールから撮影されたチョルノービリ周辺

チョルノービリ（ウクライナ語: Чорнобиль）、チェルノブイリ（ロシア語: Чернобыль）は、ウクライナ北部キーウ州の都市である。 
ウクライナの首都キーウの北方、約135kmに位置しプリピャチ川に沿う。1986年4月26日に発生したチェルノブイリ原子力発電所の爆発事故により、放射性物質に汚染されゴーストタウンと化した。ほとんどの住民は事故後、他所に避難したままだが、少数の（主に年老いた）住民はチョルノービリで余生を過ごすことを望んだため、完全に無人にはなっていない。事故後の人口は1987年が最も多く約1,200人（推定）、2003年現在300人（推定）。人口は減少傾向にある。事故直前の人口は10万人以上いたと言われている。
チョルノービリはかつてキーウ州のチェルノブイリ地区に所属し、地区の首府が置かれていたが事故後の1988年にチェルノブイリ地区は廃止されイヴァーンキウ地区に編入された。その後2020年のキーウ州の行政区画再編により現在はヴィーシュホロド地区に所属している。

## 地名

### 表記

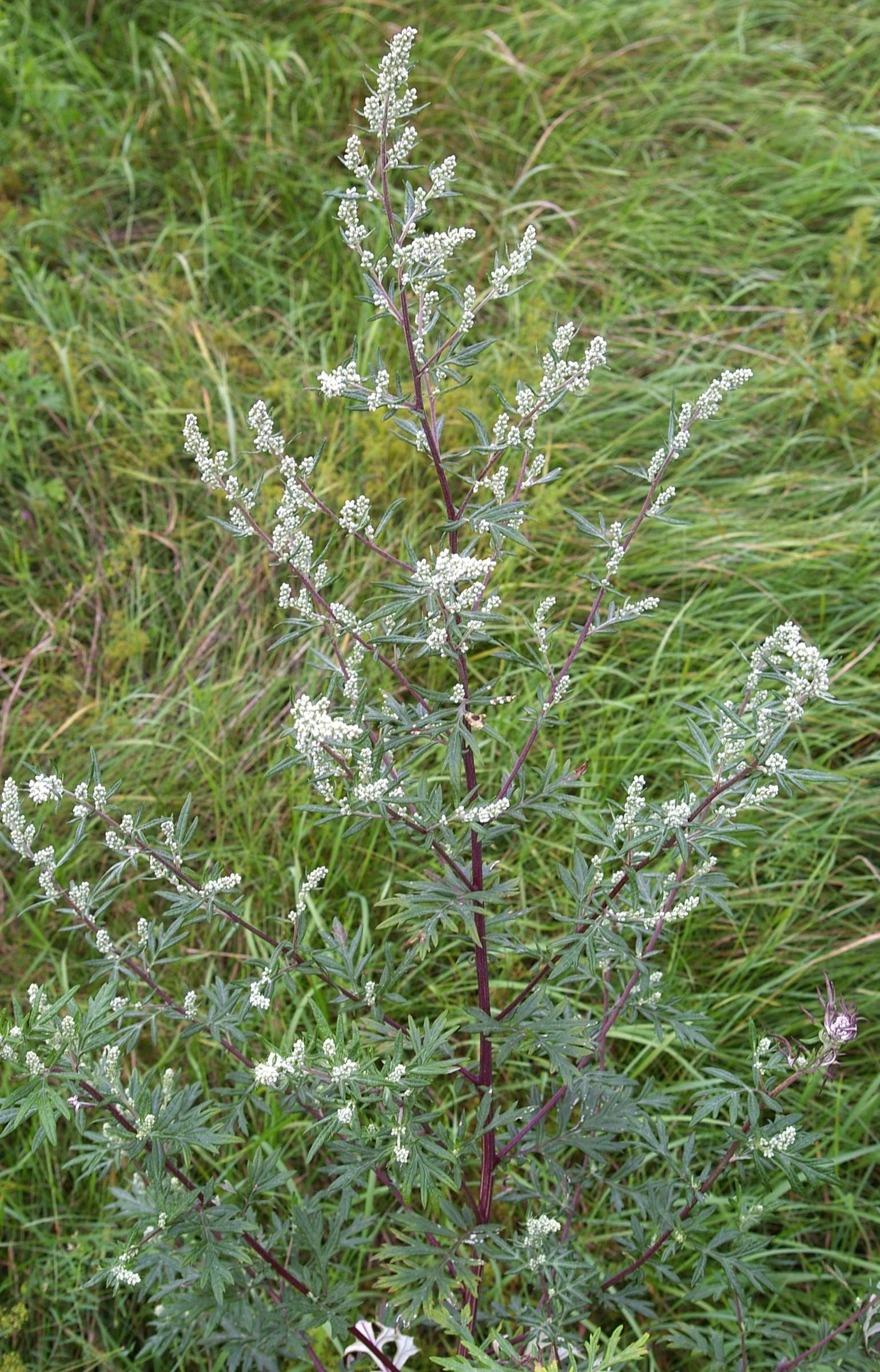
チェルノブィリヌィク (Artemisia vulgaris)

この町は、ウクライナの独立によりウクライナ語が唯一の公用語として定められて以来、ウクライナ語名のЧорнобильが公式名となっている。しかし、その後も世界的にはロシア語名のЧернобыльチルノーブィリ（英語:Chernobyl）が知られている。
日本語でもソ連時代のロシア語公式名に基づいた表記「チェルノブイリ」（イは大文字）で呼ばれることが多い。日本の政府刊行物や教科書、報道などにおいても2022年頃までは「チェルノブイリ」と呼ばれていた。
2019年7月、在日ウクライナ大使館は「ウクライーナの地名の正しいスペルと使用法に関する公式ガイド」と題する記事をWebサイトに掲載し、英語表記のChornobylに基づく「チョルノブィリ」が正しい日本語表記であると主張した。
2022年3月31日、日本の外務省は、呼称について、ロシア語由来の「チェルノブイリ」から、ウクライナ語由来の「チョルノービリ」に変更した。これを受け、政府刊行物や報道においても「チョルノービリ」単独表記または「チェルノブイリ」との併記をしている。

### 由来

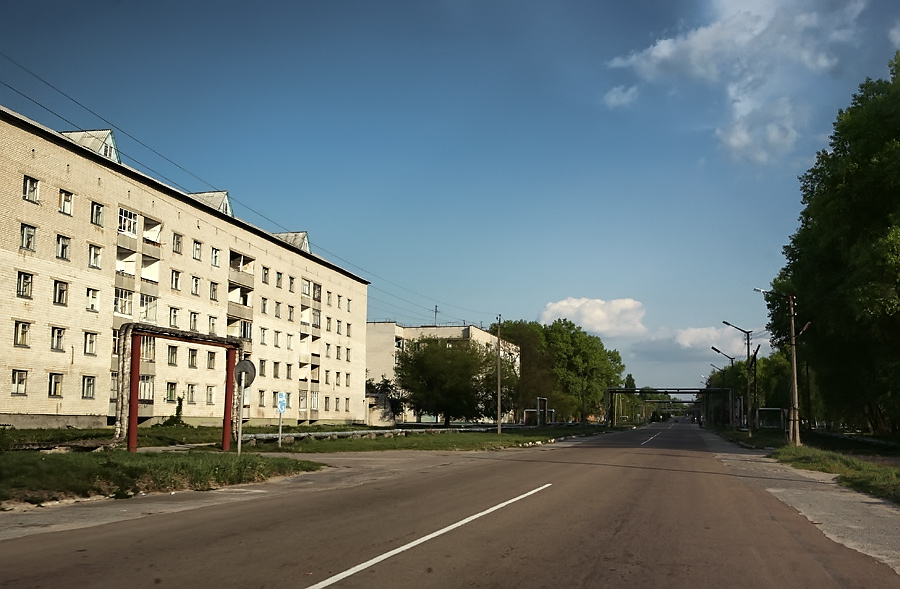
チョルノービリのキーロヴァ通り

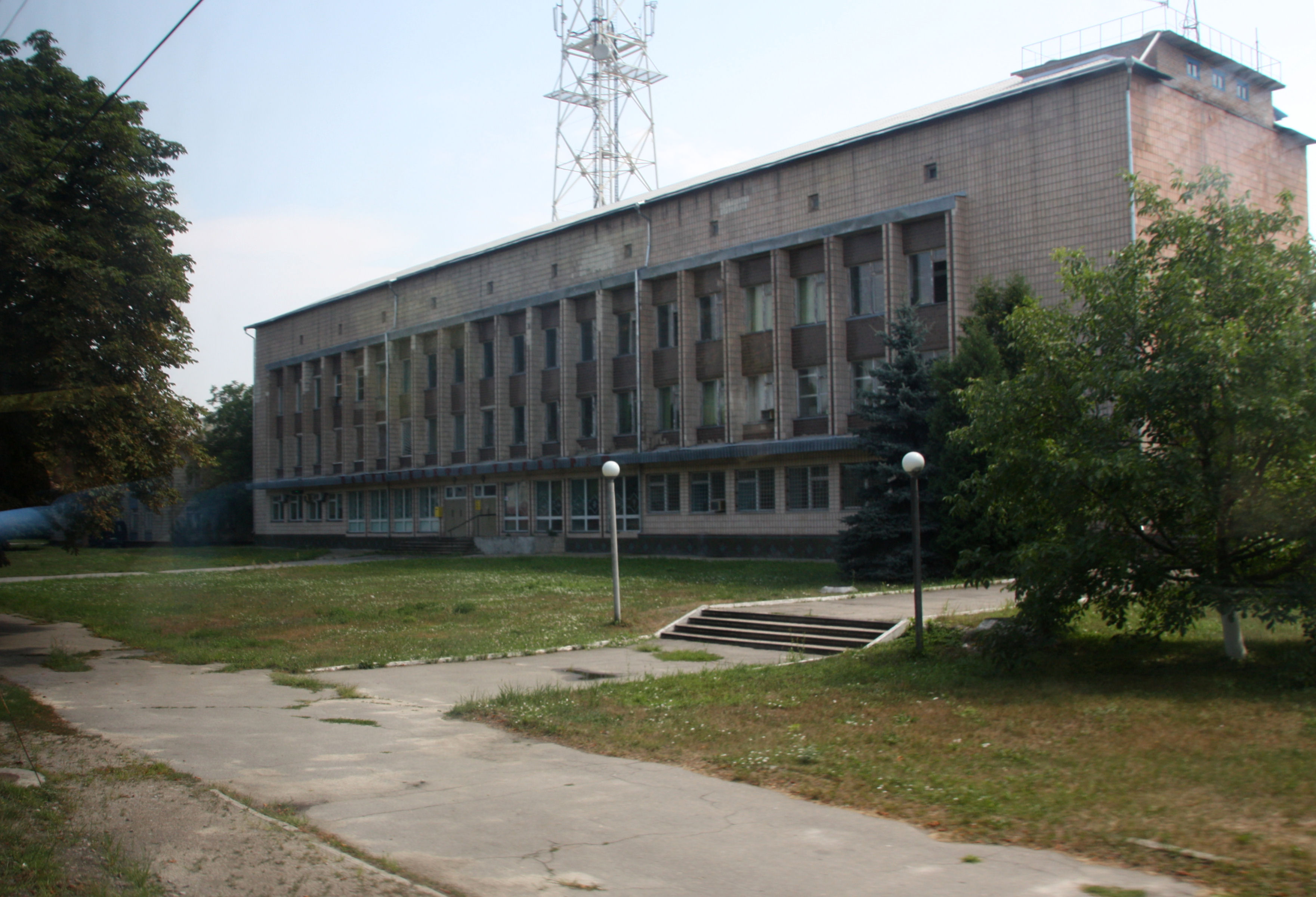
チョルノービリの市役所（2010年）

町の名前はヨモギ（Artemisia princeps）に近縁のハーブである オウシュウヨモギ（Artemisia vulgaris）のことであるが、元は「黒い」を意味するchornyjと「草」あるいは「茎」の意味のbylijaとを組み合わせたものである。なお、ロシア語では、Artemisia vulgaris はチェルノブィリニク (Чернобыльник / Chernobylʹnik)、ニガヨモギはポルィーニ (Полынь / Polynʹ) と区別されている。これらが混同され、しばしば「チョルノービリはウクライナ語（あるいはロシア語）でニガヨモギ」などと言われることがあるが、正確ではない。オウシュウヨモギ、ニガヨモギともに、痩せた土壌でも育つため、広く自生している。

## 歴史
都市としての歴史は古く、1193年に出された証文にはキエフ大公ロスチスラフ1世の家門に属する公子の狩猟用城館としてその名が現れる。この時代は農村だったとされる。その後、リトアニア大公国の領地となり、城も築かれた。その後、ポーランド、次にロシアの支配下に入った。
民族や宗教は多様で、正教徒、カトリック教徒がおり、ユダヤ人の大きなコミュニティもあった。18世紀半ば以降、敬虔主義のユダヤ教運動・ハシディズムの大きなコミュニティもあったが、1905年および1918年に黒百人組らによるポグロムが起こり多くのユダヤ人が虐殺・略奪された。

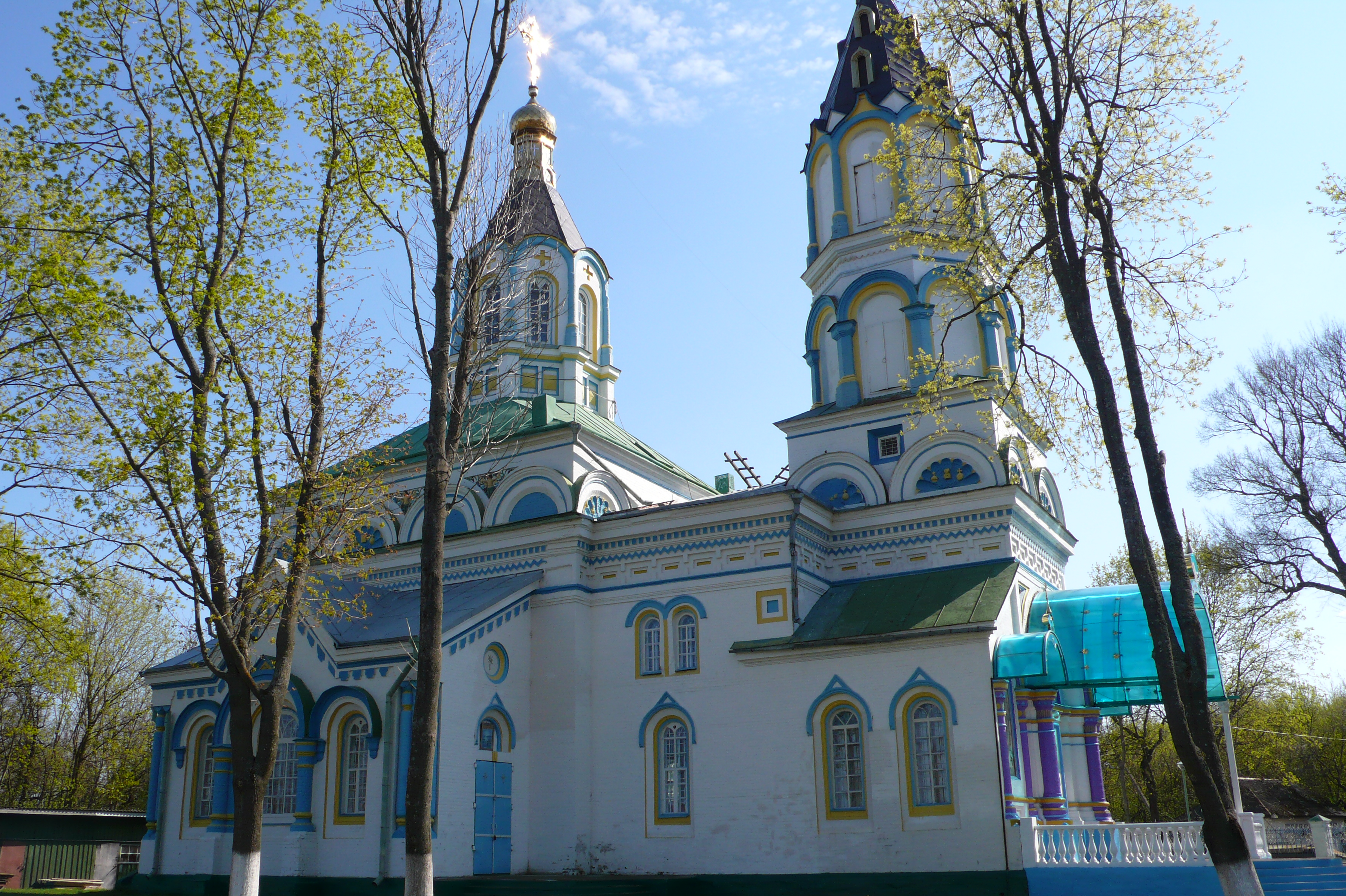
チョルノービリの聖堂

1915年にはドイツに占領された。ポーランド・ソビエト戦争もこの地で行われ、その後はウクライナ全体がソビエト連邦に取り込まれるが、スターリン時代の1936年にポーランド系住民はカザフスタンに強制移転させられ、1941年から1944年までのドイツによる占領でユダヤ人コミュニティも消滅した。1960年代にウクライナ最初の原発・チェルノブイリ原子力発電所、およびその従業員の町プリピャチが郊外に建設されたが、1986年の原発事故でチョルノービリの住民も避難させられ、都市としての歴史に終止符が打たれた。ソビエト連邦が崩壊すると、1991年からはウクライナに属している。
2022年2月24日、ロシアのウクライナ侵攻開始と共に発電所施設やその近郊にロシア軍が侵攻してチェルノブイリの戦いが発生した。

## 近隣の都市
- プリピャチ：1970年に創られ、チェルノブイリ原子力発電所の所在地であった。
- スラブチッチ（キーウ州飛び地。原発被災者のための計画都市。）
- カマリン(be)（ベラルーシ）

## 出身者
- アレクサンドル・クラスノシチョーコフ
- ロザリア・ルボミルスカ